# Piedbœuf
Pour les articles homonymes, voir Château Piedboeuf.

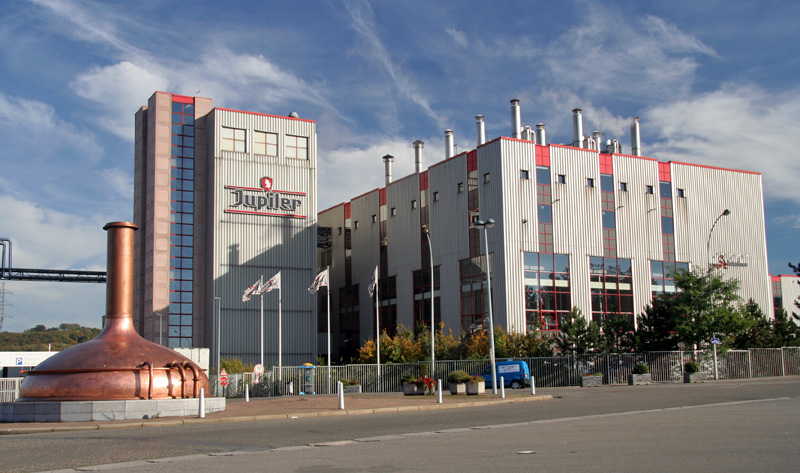
Brasserie Jupiler

Piedbœuf est une marque de bière appartenant au groupe Anheuser-Busch InBev, brassée à la brasserie Jupiler (anciennement brasserie Piedbœuf) à Jupille-sur-Meuse (ville de Liège).

## Histoire

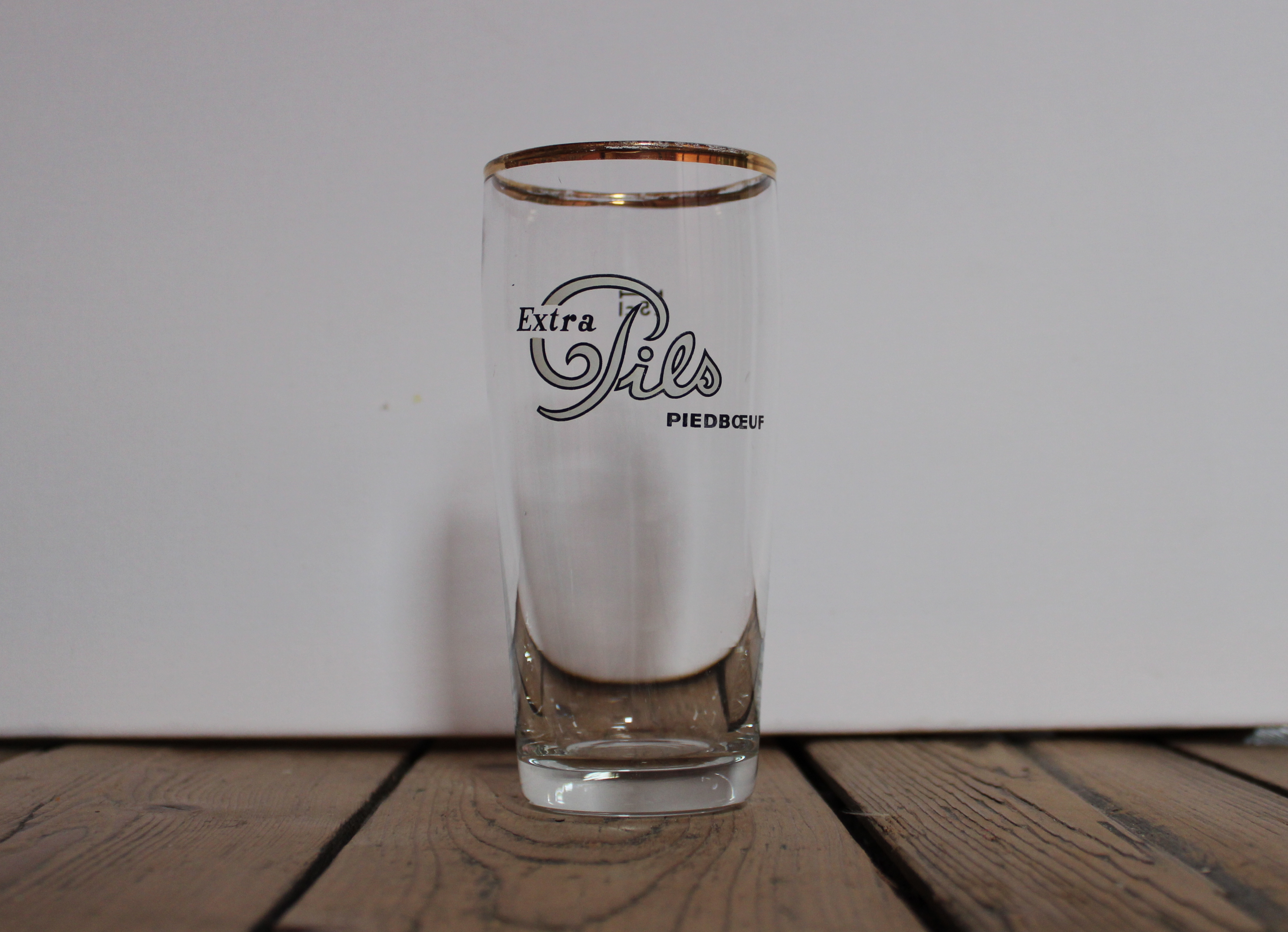
Vieux verre à bière Extra Pils Piedboeuf.

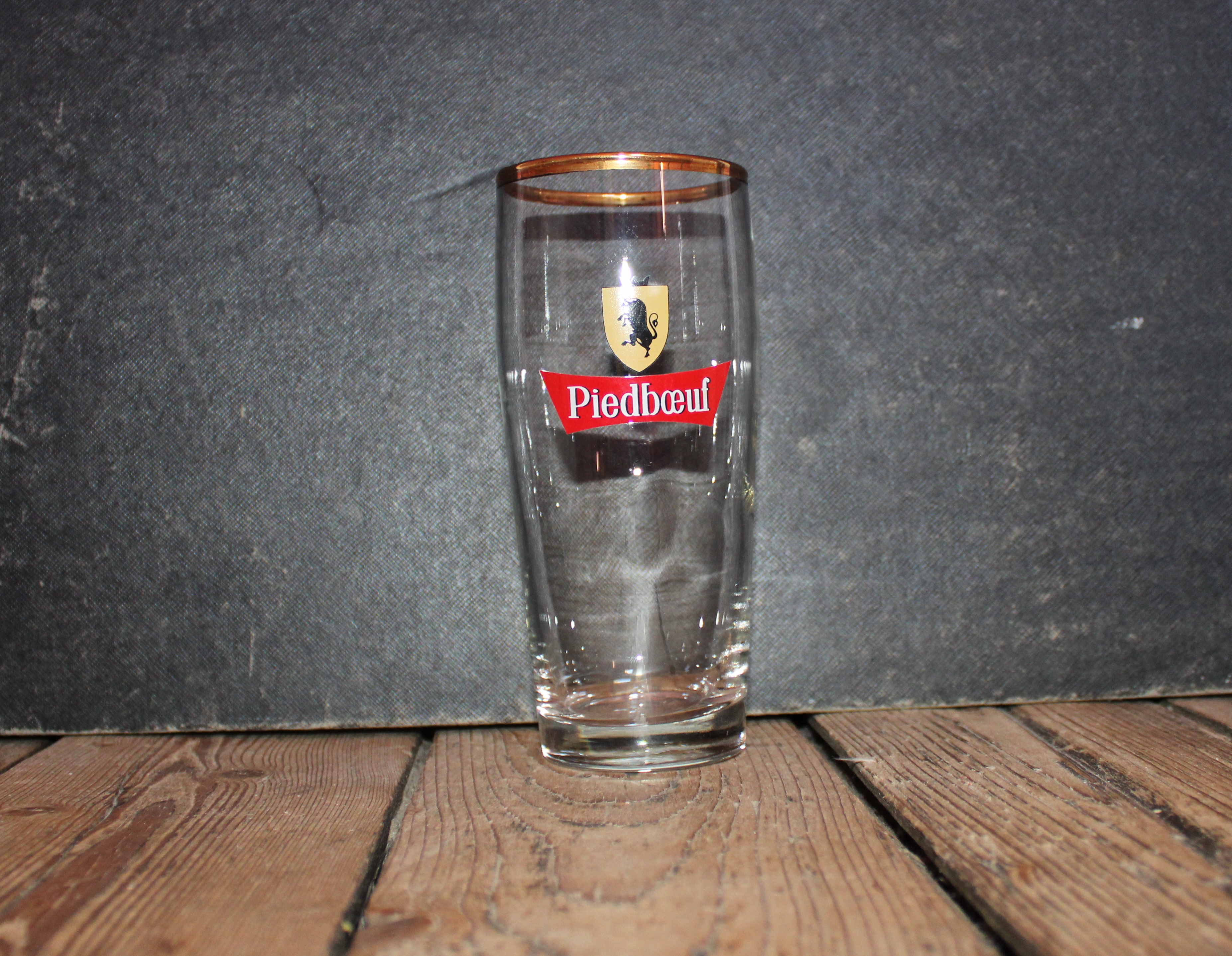
verre à bière "Piedboeuf".

En 1812, l'entreprise est fondée à Jupille par Jacques-Pascal Piedbœuf (1782-1839). Il ne s'agit pas d'une brasserie mais d'une chaudronnerie fabriquant du matériel de brasserie et mais aussi des machines fixes, des chaudières de bateaux, de grandes chaudières d'usine et des chaudières pour locomotives fournies notamment pour les constructeurs de locomotives Saint-Léonard et Carels. La chaudronnerie Jacques Piedbœuf poursuivit ces activités jusqu’en 1947. En parallèle, Adrien Piedbœuf réalise dans ses ateliers des véhicules à moteur à partir de 1900, fondant la marque Impéria en 1904.
C’est en 1853 que son fils, Jean-Théodore Piedbœuf, qui lui a succédé à la tête de la chaudronnerie, se lance dans le brassage. La petite brasserie est installée dans les caves de la tour Charlemagne ; cette première brasserie Piedbœuf ne parvint pas à se maintenir.
La brasserie Piedbœuf actuelle doit son origine à une brasserie fondée en 1873 par Henri Lhoest-Collinet et cédée en héritage à sa fille qui épouse en 1892 Théodore Piedbœuf, neveu de Jean-Théodore Piedbœuf.
Jusqu'à la Première Guerre mondiale, la production reste modeste et ne couvre que les alentours. En 1905, elle utilise 5 véhicules à cheval et un camion pour ses livraisons. En 1915, Henri Piedbœuf prend la tête de l'entreprise. En 1921, avec une production de 3 000 hectolitres, la brasserie n'occupe encore que le 724e rang en Belgique. C'est à ce moment que la société se lance dans la fermentation basse. En 1930, ce sont 50 000 hectolitres qui sont produits et la société occupe le 21e rang. En 1965, à la veille du lancement de la Jupiler (en septembre 1966), la société passe le cap du million d'hectolitres et occupe 1 800 personnes. En 1979, après plusieurs acquisitions, le groupe emploie 3 800 personnes et produit 2,75 millions d'hectolitres de bière ainsi que d'autres limonades et jus de fruits.
La brasserie Piedbœuf a fait partie du groupe Interbrew (issu de la fusion en 1987 des brasseries Artois, de Louvain, et Piedbœuf). Le 3 mars 2004, Interbrew a fusionné avec le brasseur brésilien Companhia de Bebidas das Americas (AmBev) pour former InBev, qui fusionne en 2008 avec Anheuser-Busch. 
Aujourd’hui, le site de Jupille-sur-Meuse est l'une des quatre brasseries du groupe Anheuser-Busch InBev en Belgique. La brasserie Piedbœuf prend le nom de brasserie Jupiler.

## Brasserie Jupiler
De nombreuses bières sont fabriquées à cet endroit, dont la Jupiler et la Piedbœuf.
La marque Piedbœuf est connue pour ses bières de table peu alcoolisées. Servies dans les familles, elles figurèrent aussi à la table des réfectoires de certaines écoles jusque dans les années 1980. 
La production de la bière de Hoegaarden a été provisoirement réalisée à Jupille en 2006, pour finalement revenir à la brasserie de Hoegaarden. 

### Variétés
- La « Piedbœuf Blonde » bière de table à 1,2 % de degré d'alcool
- La « Piedbœuf Brune » bière de table à 1,2 % de degré d'alcool
- La « Piedbœuf Triple » bière de table à 3,8 % de degré d'alcool

### Bande dessinée
André Franquin fit de la publicité pour la boisson à l'orange Piedbœuf à travers quelques planches de Gaston Lagaffe. Avec Jidéhem, il réalisa également un court récit de 4 planches de Spirou et Fantasio qui réalisent un reportage sur la fabrication de la bière Piedbœuf. On y apprend que la tour de l'entreprise est le plus haut bâtiment industriel d'Europe et que l'eau utilisée à la fabrication de la bière provient de la source Charlemagne, réputée depuis 714.